# Yves Bovero
 (avril 2021).
Si vous disposez d'ouvrages ou d'articles de référence ou si vous connaissez des sites web de qualité traitant du thème abordé ici, merci de compléter l'article en donnant les références utiles à sa vérifiabilité et en les liant à la section « Notes et références ».
Yves-Guy Bovéro, né en 1959, est un économiste canadien.

## Biographie
Ancien élève de l'Institut d'études politiques de Paris (section Service public, promotion 1984), de l'École des hautes études commerciales (HEC) de Paris et de la Harvard University, il est également diplômé de l'Institut des sciences politiques de Ludwigsburg (Allemagne), où il a résidé une dizaine d'années.
Yves Bovero est le spécialiste le plus connu du ciblage comportemental (en anglais behavioral targeting) et a publié de nombreux ouvrages aux États-Unis et au Canada sur ce thème. Aucun n'a été traduit en français bien qu'il réside aujourd'hui en France.
En 1990, Yves Bovero fut l'un des créateurs de la compétition de moto-neige Harricana, dans le grand nord canadien.